# Mallorca (película)
Mallorca es una película, datada entre 1932 y 1934 y descubierta en 2020, que recrea la música de Isaac Albéniz a través de «pequeños trabajos cinematográficos». Dirigida por María Forteza, directora desconocida hasta el descubrimiento del corto, se le considera la primera película sonora dirigida por una mujer española y tiene estructura típica de documental.

## Importancia histórica
Se considera que su datación ha de situarse entre 1932 y 1934 porque su productor, Ramón Úbeda, fijó su residencia en Barcelona en 1935 y ese mismo año registró una marca de sonido cinematográfico llamada Fono Palma, que debería figurar en la película.
Si esta datación es correcta, se trataría de la primera película sonora dirigida por una mujer en España, siendo anterior a la película El gato montés (1935), dirigida por Rosario Pi. Anteriormente, la primera cineasta española de la etapa muda sería Helena Cortesina.

## Descubrimiento
El archivo original, hecho de nitrato, llevaba desde 1982 en los fondos de la Filmoteca Española tras ser catalogado incorrectamente ya que formaba parte de un lote con cintas de productores mallorquines de los años 1920. Fue archivada como película muda. En su ficha se leía «Producción: Balear Films, 1926. Descripción física: 8 minutos. Blanco y Negro con coloreados por filtros, Mudo 1:1,33; 35 mm. Equipo técnico: Dirección: Francisco Aguiló Torrandell».
La película fue presentada por la Filmoteca Española y CIMA en mayo de 2020. Pudo verse en abierto en el canal Vimeo de Filmoteca Española, así como una introducción de Cristina Andreu, la presidenta de la Asociación de Mujeres Cineastas y de Medios Audiovisuales.

## Argumento
El film integra imágenes de distintos espacios de la isla de Mallorca con panorámicas descriptivas o mediante planos fijos del mar rompiendo sus olas en la playa. También ofrece particulares encuadres del mar vistos a través de los arcos de la ciudad.
El guion del corto es un recorrido por Mallorca, Entrando por la puerta de Palma, recorre las calles del barrio judío, la Almudaina, la catedral de Santa María, el paseo de palmeras, el puerto, los patios… Sigue por la costa, las calas y las montañas.

## Directora
No se sabe nada de la directora, María Forteza, como afirma Josetxo Cerdán, director de la Filmoteca: «Su nombre no aparece en la prensa de la época. Nadie, entre los círculos de la historia del cine español o balear, parece conocerla, ni situarla en contexto».